# دهه ۱۸۰۰ (میلادی)
دهه ۱۸۰۰ (میلادی) صد و هشتادمین دهه تقویم میلادی است.

## درگذشتگان
‎